# Quebrada Agua Salada (Caleta Quebrada Honda)
La quebrada Agua Salada es un curso de agua intermitente que fluye en la Región de Coquimbo entre la quebrada Los Choros y el río Elqui para desembocar en la caleta Los Hornos, al norte de la desembocadura de la quebrada Honda.
No se debe confundir con la quebrada Agua Salada (Pan de Azúcar) de la Región de Atacama.

## Historia
Luis Risopatrón la describe en su Diccionario Jeográfico de Chile de 1924:: 10 
Agua Salada (Quebrada) 29° 35’ 71° 16’. De corta estension, corre hácia el SW i desemboca en la parte N de la caleta de Los Hornos, 156; i Salada en 129.